# Jacob E. Bang

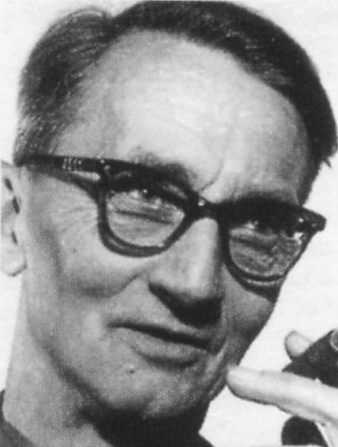
Jacob E. Bang

Jacob Eiler Bang, född 19 december 1899 på Frederiksberg, död 16 mars 1965 i Kongens Lyngby, var en dansk formgivare. Åren 1928 till 1942 var han den konstnärlige ledaren för Holmegaard Glasværk. Han räknas till en av Danmarks främsta glasdesigner.
Jacob Bang studerade ursprungligen skulptur och utbildade sig därefter till arkitekt vid Det Kongelige Danske Kunstakademi från 1916 till 1921. År 1924 kom han till Holmegaard Glasværk och blev fyra år senare företagets konstnärlige ledare. År 1942 lämnade han Holmegaard  och startade en egen ateljé. Som frilansande formgivare gestaltade han keramik och metallobjekt för olika danska företag. År 1957 blev han konstnärlig ledare för Kastrup Glasværk, som 1965 gick ihop med Holmegaard Glasværk. Han var en av Danmarks ledande funktionalister, men inte av den stränga tyska Bauhausskolans sort. Hans filosofi var att produkters formgivning bör vara förnuftig, enkel och behaglig. Bland hans kända arbeten märks vinglaset Hogla från 1928 och glasserien Primula från 1930, båda producerade av  Holmegaard Glasværk.
Han var far till glasformgivaren Michael Bang.